# Campeonato de Wimbledon 1933
La edición 53.º del Campeonato de Wimbledon se celebró entre el 26 de junio y el 7 de julio de 1933 en las pistas del All England Lawn Tennis and Croquet Club de Wimbledon, Londres, Inglaterra.
El cuadro individual masculino lo iniciaron 128 jugadores mientras que el femenino lo iniciaron 96 tenistas.

## Hechos destacados
En la competición individual masculina se impuso el australiano Jack Crawford logrando el único título que obtendría en el torneo al imponerse en la final al americano Ellsworth Vines.
En la competición individual femenina la victoria fue para la americana Helen Wills Moody logrando el sexto título que obtendría en Wimbledon al imponerse a la británica Dorothy Round Little.

## Palmarés
| Seniors              | Vencedor                             | Resultado                | Finalista                      | Finalista |
| -------------------- | ------------------------------------ | ------------------------ | ------------------------------ | --------- |
| Individual masculino | Jack Crawford                        | 4–6, 11–9, 6–2, 2–6, 6–4 | Ellsworth Vines                |           |
| Individual femenino  | Helen Wills Moody                    | 6–4, 6–8, 6–3            | Dorothy Round Little           |           |
| Dobles masculino     | Jean Borotra Jacques Brugnon         | 4–6, 6–3, 6–3, 7–5       | Ryosuki Nunoi Jiro Satoh       |           |
| Dobles femenino      | Simone Mathieu Elizabeth Ryan        | 6–2, 9–11, 6–4           | Freda James Billie Yorke       |           |
| Dobles mixto         | Hilde Krahwinkel Gottfried von Cramm | 7–5, 8–6                 | Mary Heeley Norman Farquharson |           |

## Cuadros Finales

### Torneo individual  femenino
| Predecesor: 1932                         | Campeonato de Wimbledon 1933 | Sucesor: 1934                                       |
| Predecesor: Torneo de Roland Garros 1933 | Grand Slam 1933              | Sucesor: Campeonato nacional de Estados Unidos 1933 |

- Datos: Q404791